# Оссуарий (Мёдлинг)
Мёдлингский Оссуарий (нем. Karner), он же Капелла Святого Пантелеимона (Pantaleonskapelle) — костница XII века в Мёдлинге, старейшее сохранившееся сооружение города.

## История
В XII веке на месте сегодняшней церкви Святого Отмара находилась романская церковь, а к югу от нее — кладбище. Именно там, после 1182 года, по приказу бабенбергского герцога Генриха Старшего была построена круглая романская часовня с апсидой, посвященная Святому Пантелеимону.
Внутри часовня имеет диаметр около 8 метров, высота подземного этажа — 8 метров, и изначальная высота стен также составляла 8 метров. Первоначальная крыша была конической формы. После 1252 года, при Гертруде, племяннице бабенбергского герцога Фридриха II, высота часовни была увеличена на один клафтер (1,9 метра). На внешних стенах хорошо видны два этапа строительства: первоначальная кладка состоит из каменных блоков, а верхняя часть — из бутового камня.
К этому же времени относится и позднероманский портал с закругленными арками и ступенями. Он украшен четырьмя фризами. Первый, наружный фриз состоит из петель, второй — из человеческих голов, третий — из лилий, внутренний — из ломанных и округлых линий. Подобные мотивы можно найти в Кляйн-Мариацелле на северных воротах, на западном портале венского собора Святого Стефана и на южных воротах собора в Винер-Нойштадте. Фризы портала и балкон над ним были замурованы в период барокко, после 1683 года. При реставрации в 1897 году многие части портала пришлось изготовить заново. Своеобразные колонны по бокам с «узлами», вероятно, добавлены только около 1900 года.
В документе от 1346 года капелла Святого Пантелеимона называется оссуарием. Именно это название прижилось, и используется до сих пор.
После второй турецкой осады Вены (см. Венская битва), существовали планы снести оссуарий и построить на этом месте колокольню, однако на это просто не хватило средств. Поэтому, к 1698 году часовня была надстроена вторым этажом, а заодно получила двойной луковичный купол. С тех пор, капелла функционирует как колокольня.

## Подземелье
Подземный этаж часовни служил оссуарием, что и дало ей нынешнее название. Во время турецкой осады в 1683 году здесь укрылось много людей; они были убиты. После этого, подземелье было замуровано и забыто. Только в 1884 бургомистр Йозеф Шёффель приказал вскрыть вновь обнаруженную комнату. Там были обнаружены кости, остатки одежды и посуды, молитвенники, розарии, посуды, а также хорошо сохранившийся фаянсовый кувшин с засохшими остатками красного вина.

## Интерьер
В XIII или XIV веке внутреннее убранство часовни было богато украшено фресками. Однако позднее они были скрыты штукатуркой и очень сильно повреждены, так что сегодня восстановлена только часть из них.
На купольной фреске апсиды изображена Дева Мария с младенцем Иисусом в правой руке. Руки и тело ребенка образуют крест, как бы предсказывая его дальнейшую судьбу. Ребенок благословляет трех мудрецов с Востока. Положение пальцев руки соответствует жесту благословения Восточной Церкви. Слева от Марии показаны две меньшие, небиблейские фигуры. Возможно, это Генрих Старший и его жена Рикса.

## Звон
Изначально, в пристроеном колокольном этаже находились четыре колокола, из которых до наших времен дошли три: колокол Liebfrauen (2200 кг), колокол Отмара (1100 кг) и колокол Христофора и Пантелеимона (800 кг). Во время Второй мировой войны, колокола были увезены на переплавку. Два колокола так и не были использованы и вернулись в часовню, но самый маленький был, таким образом, утерян. По случаю 1100-летнего юбилея Мёдлинга, был отлит колокол «Реститута» (475 кг) в честь блаженной Марии Реституты и освящен 16 ноября 2003 года.

## Галерея

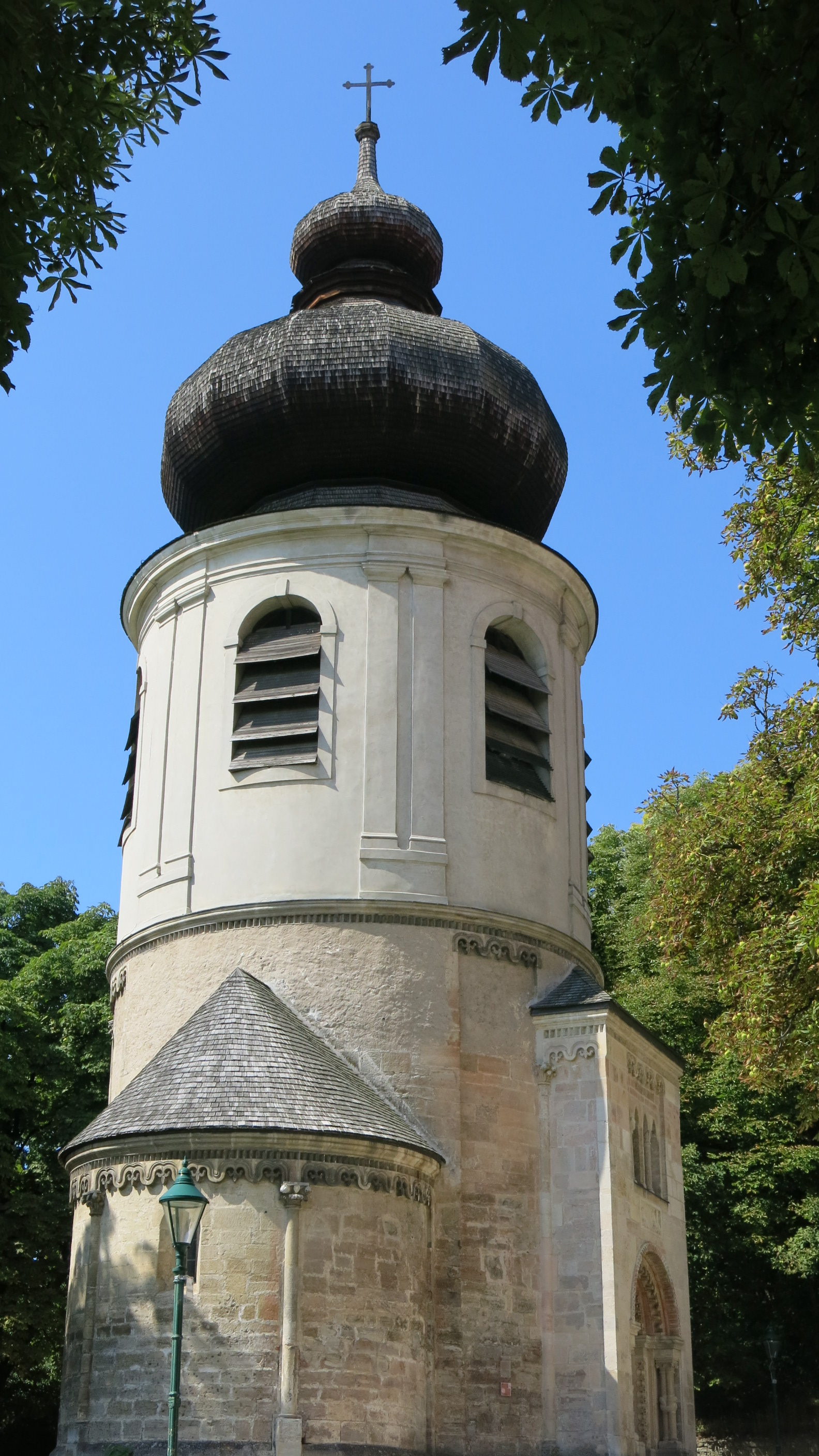
Общий вид
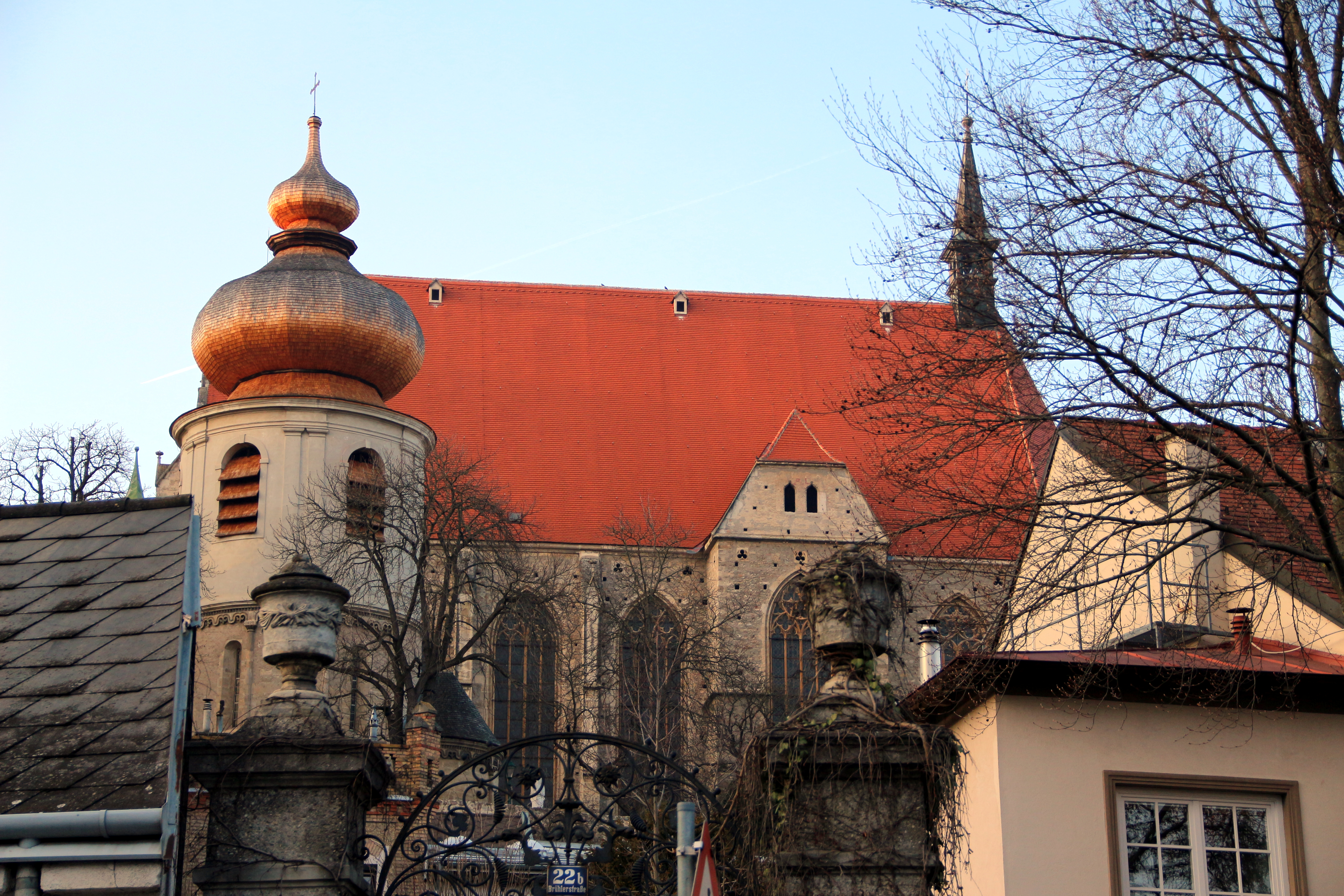
На фоне церкви Святого Отмара
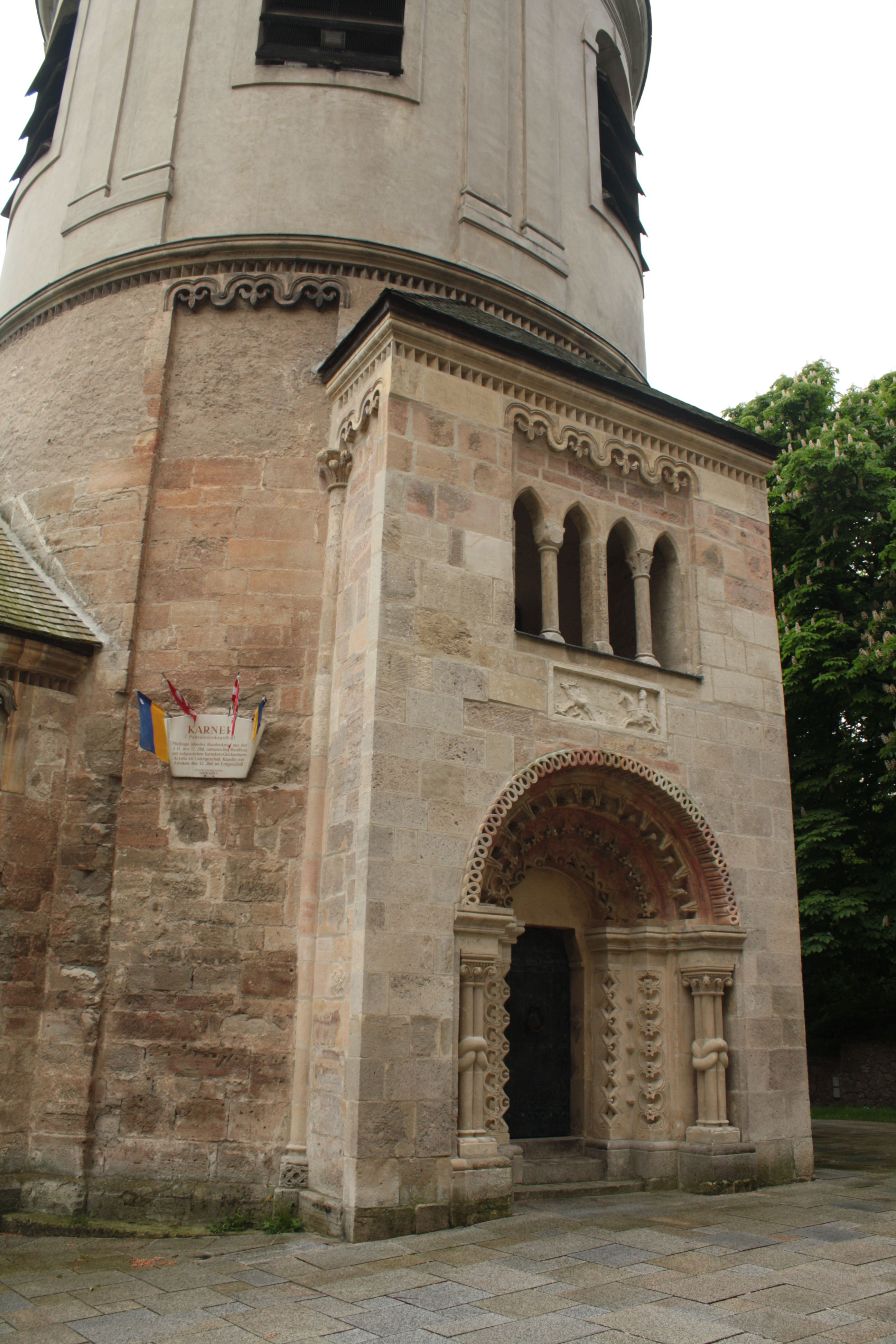
Хорошо видны различия в кладке
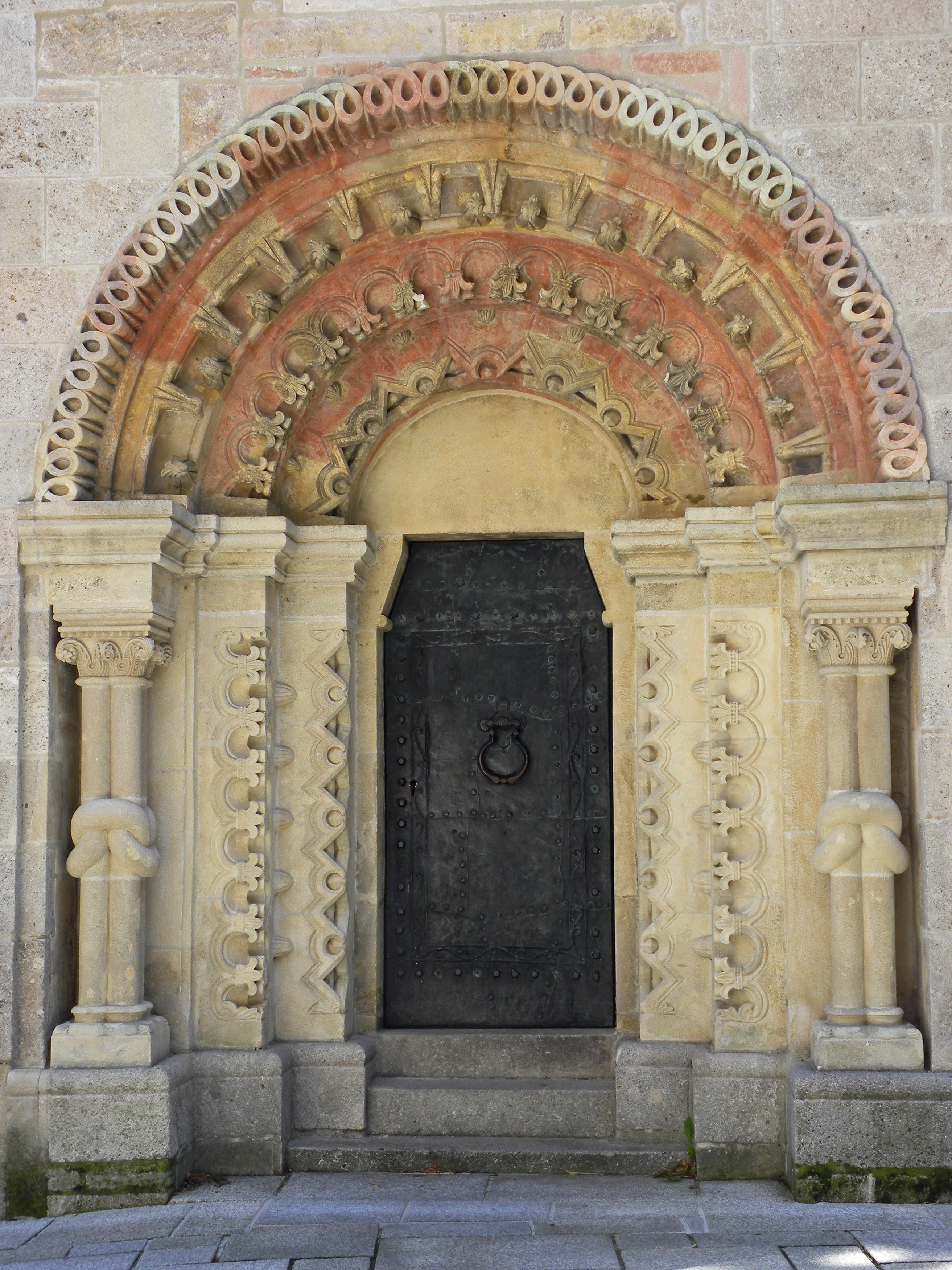
Входной портал
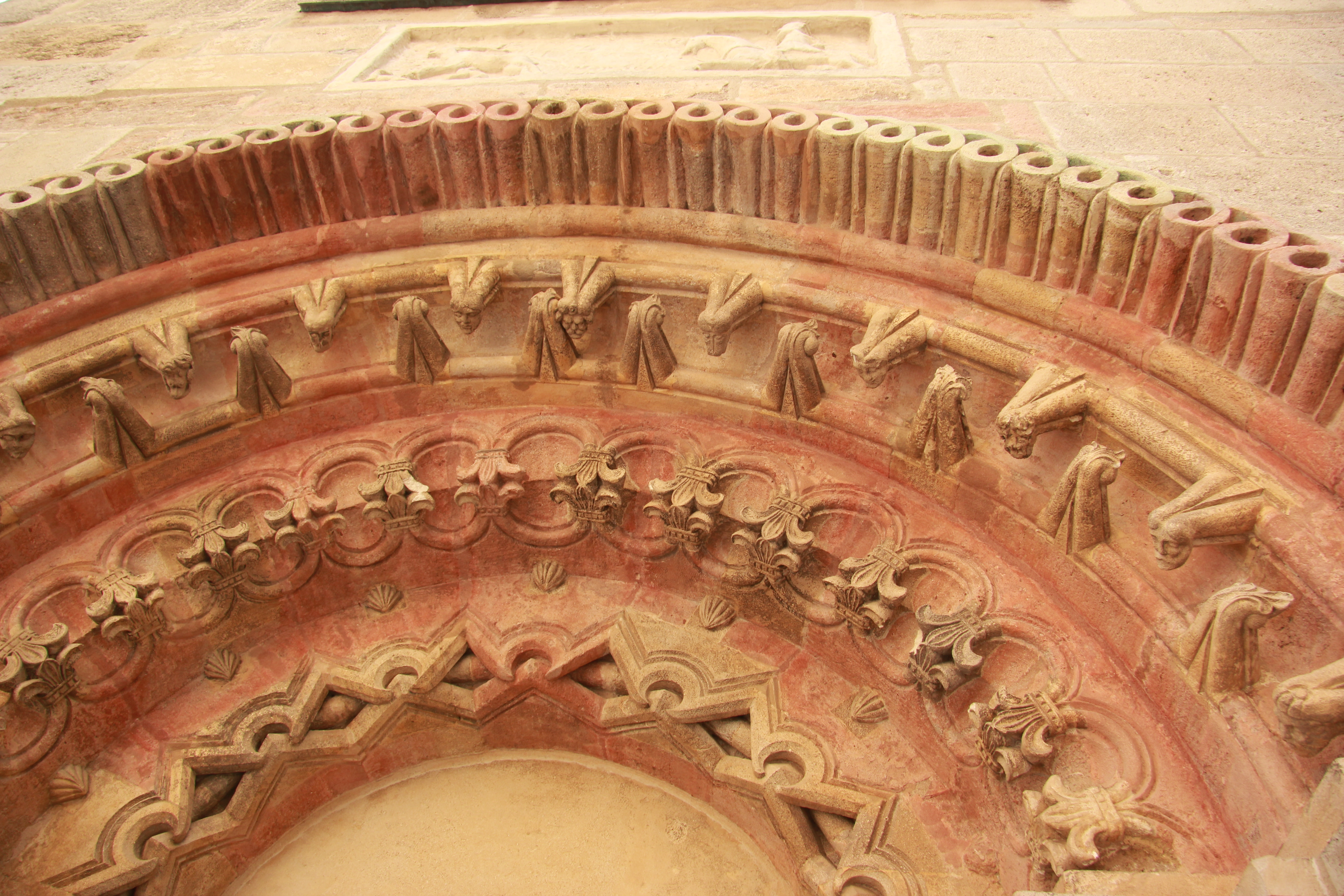
Фризы на портале
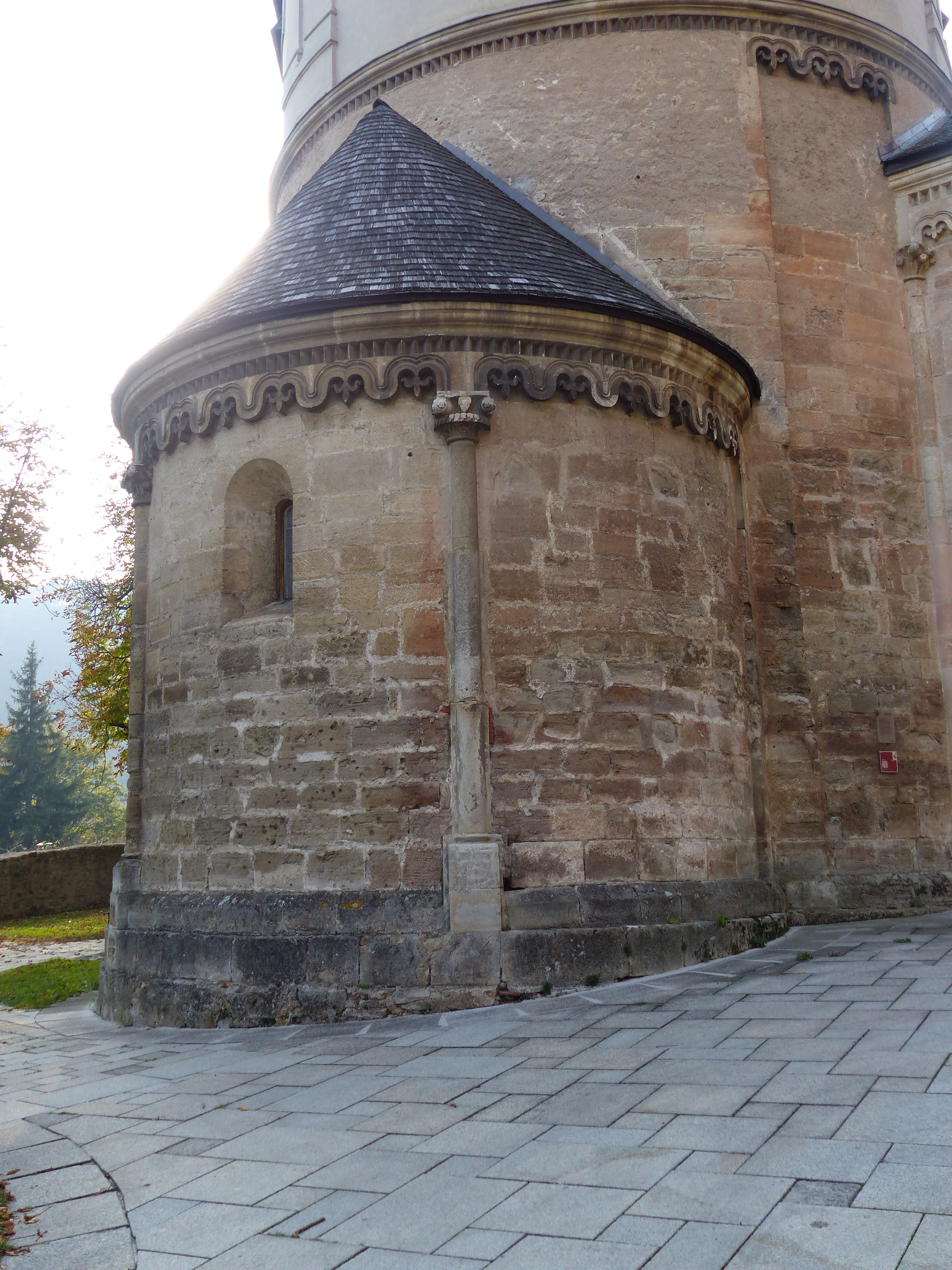
Апсида
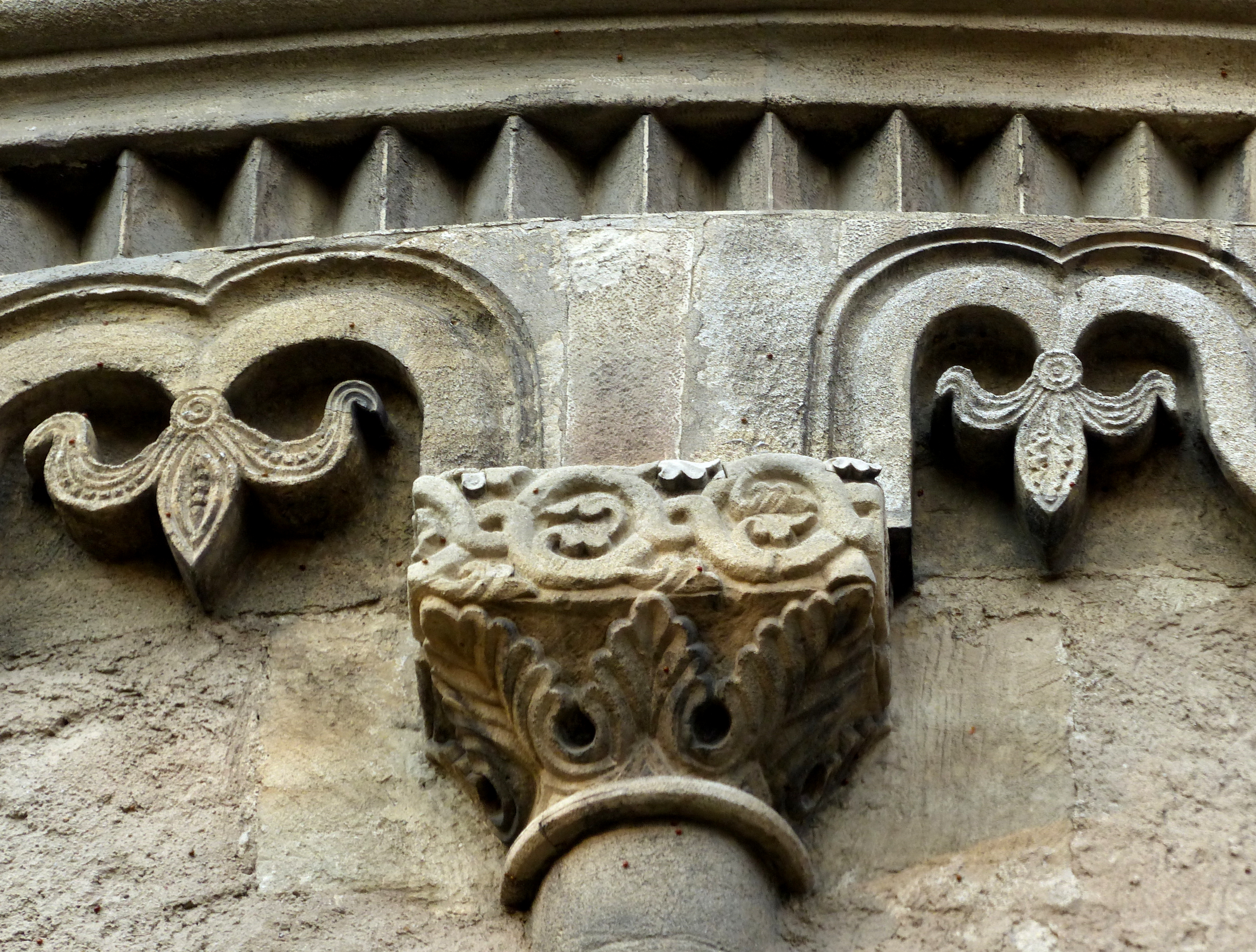
Капитель апсидной колонны